# William Henry Finlay
William Henry Finlay, južnoafriški astronom *  17. junij 1849, Liverpool, Anglija, † 7. december 1924, Cape Town, Južna Afrika.
Finlay je odkril periodični komet 15P/Finlay. Bil je tudi eden izmed prvih, ki so opazovali Veliki komet iz leta 1882 (C/1882 R1).